# Tony Adams
Tony Alexander Adams, MBE (* 10. října 1966 v Romfordu) je bývalý anglický fotbalista, který strávil celou svoji kariéru v londýnském Arsenalu, za který odehrál 504 ligových utkání, a fotbalový manažer, který vedl anglické týmy Wycombe Wanderers, Portsmouth a ázerbájdžánskou Gabalu. V současnosti vede španělský tým Granada CF. V dresu Arsenalu vyhrál čtyřikrát nejvyšší anglickou ligu, třikrát FA Cup, dvakrát Ligový pohár, třikrát Community Shield a Pohár vítězů pohárů. V prosinci 2011 nechal Arsenal před svůj stadion umístit jeho sochu. Za reprezentaci Anglie odehrál 66 utkání.Účastnil se na MS v roce 1998 ve Francii, kdy "Three Lions" prohráli v osmifinále s Argentinou.

## Ocenění

### Klubové
Arsenal
- First Division/Premier League: 1988/89, 1990/91, 1997/98, 2001/02
- FA Cup: 1992/93, 1997/98, 2001/02
- Ligový pohár: 1986/87, 1992/93
- Pohár vítězů pohárů: 1993/94
- Community Shield: 1991, 1998, 1999

### Individuální
- PFA mladý fotbalista roku: 1987
- PFA Tým roku: 1994, 1996, 1997
- Tým desetiletí: 1992/03-2001/02
- Řád britského impéria - MBE: 2004